# Robert J. Alexander
Robert J. Alexander (Canton, Ohio, 26 de noviembre de 1918 – 27 de abril de 2010) fue un economista, politólogo, historiador y americanista estadounidense, especializado en el estudio de Latinoamérica y el comunismo.

## Biografía
Nacido en Canton, estado de Ohio, en 1918, fue profesor de Economía en la Universidad Rutgers y se especializó en el estudio de Latinoamérica y el comunismo en la región. Falleció en 2010. De ideología anticomunista, entre los temas objeto de estudio de su obra se encuentran el Gobierno del argentino Juan Domingo Perón; la revolución de 1952 en Bolivia; el Partido Comunista de Venezuela, el trotskismo latinoamericano, el Gobierno de Salvador Allende, la Oposición de Derecha, el maoísmo, el venezolano Rómulo Betancourt o el brasileño Juscelino Kubitschek, entre otros.

## Obras
- The Peron Era (Columbia University Press, 1951).[6][7][4]
- Communism in Latin America (Rutgers University Press, 1957).[16]
- The Bolivian National Revolution (Rutgers University Press, 1958).[8]
- A Primer of Economic Development (Macmillan, 1962).[17]
- The Communist Party of Venezuela (Hoover Institution Press, 1969).[9]
- Trotskyism in Latin America (Hoover Institution Press, 1973).[10]
- The Tragedy of Chile (Greenwood Press, 1978).[11]
- Juan Domingo Perón: A History (Westview Press, 1979).[18]
- The Right Opposition: The Lovestoneites and the International Communist Opposition of the 1930s (Greenwood Press, 1981).[12]
- Rómulo Betancourt and the Transformation of Venezuela (Transaction Books, 1981).[14]
- Juscelino Kubitschek and the Development of Brazil (Swallow Press, 1991).[15]
- International Maoism in the Developing World (Praeger, 1999).[13]